# Saint-Maurice-en-Quercy
Saint-Maurice-en-Quercy ist eine französische Gemeinde mit 205 Einwohnern (Stand 1. Januar 2022) im Département Lot in der Region Okzitanien. Sie gehört zum Kanton Lacapelle-Marival und zum Arrondissement Figeac.
Nachbargemeinden sind Terrou im Norden, Labathude im Osten, Lacapelle-Marival im Süden und Espeyroux im Westen.

## Bevölkerungsentwicklung
| Jahr      | 1962 | 1968 | 1975 | 1982 | 1990 | 1999 | 2008 | 2018 |
| --------- | ---- | ---- | ---- | ---- | ---- | ---- | ---- | ---- |
| Einwohner | 313  | 294  | 289  | 275  | 248  | 239  | 220  | 214  |